# Skåravikens naturreservat
Skåravikens naturreservat är ett naturreservat i Nyköpings kommun i Södermanlands län.
Området är naturskyddat sedan 2024 och är 126 hektar stort. Reservatet ligger nordväst om Stigtomta och består av strandäng, betesmark, våtmark och sjö. 